# 1882 en philosophie
Chronologie de la philosophie
- 1878
- 1879
- 1880
- 1881
- 1882
- 1883
- 1884
- 1885
- 1886

L’année 1882 a été marquée, en philosophie, par les événements suivants :

## Publications
- Première édition du Gai Savoir (Die fröhliche Wissenschaft), de Friedrich Nietzsche.

## Décès
- 19 avril : Charles Darwin, philosophe anglais, né en 1809.
- 27 avril : Ralph Waldo Emerson, philosophe américain, né en 1803.